# Eunuch

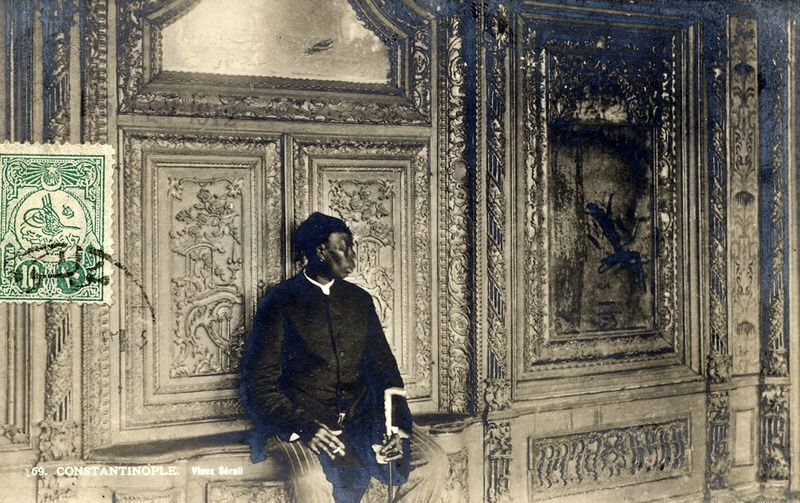
Eunuch sułtana osmańskiego Abdülhamida II (1912)

Eunuch (gr. „strażnik łoża”, od eune – „łoże” i echein – „trzymać, mieć”) – wykastrowany mężczyzna lub chłopiec. Inne dawne określenia to trzebieniec i rzezaniec. Niekiedy uznawani za trzecią płeć.
Kastrowano ich z przyczyn religijnych, medycznych, jako karę (dla homoseksualistów, gwałcicieli i cudzołożników), jako sposób pohańbienia przeciwnika pokonanego na wojnie, z powodów seksualnych, politycznych oraz dla ułatwienia dzieciom kariery dworskiej albo kościelnej.

## Historia
Starożytni Rzymianie (którzy zakazali kastracji w I w. n.e. jako jedyne państwo antyczne) przypisywali wprowadzenie kastracji Semiramidzie, legendarnej królowej babilońskiej. Eunuchowie istnieli w starożytnej Mezopotamii pod koniec III tysiąclecia p.n.e., funkcjonowali także na chińskim dworze cesarskim dynastii Shang (1765–1222 p.n.e.). Istnieli w państwie nowoasyryjskim, achemenidzkiej Persji, Indiach (por. hidźra), starożytnym Egipcie, wśród Żydów i w starożytnej Grecji (pod wpływem wzorców wschodnich). Występowali także w Cesarstwie Bizantyńskim i u Osmanów. Dzięki bezpłodności nie było obawy, że któryś z nich jest ojcem dziecka kobiety w haremie, dlatego m.in. w starożytnych Chinach eunuchowie byli strażnikami haremu. Eunuch bywał szarą eminencją dworu, czasem obejmując wysokie urzędy państwowe, np. Pothejnos w starożytnym Egipcie, Eutropiusz w Konstantynopolu za panowania Arkadiusza i Narses za Justyniana I. W Chinach wpływ eunuchów na bieg spraw państwowych datował się już od XV wieku. Pod koniec wieku XVII za panowania dynastii Ming, liczbę eunuchów szacowano na 100 tysięcy. Chłopcy w młodym wieku byli także poddawani kastracji celem zahamowania wydzielania się hormonów podczas dojrzewania, co skutkowało brakiem mutacji – zmiany głosu na męski. Dzięki temu mieli dziecięcy, dziewiczy głos, który był bardzo ceniony na dworach królewskich podczas śpiewu oraz różnorodnych występów artystycznych.